# Пема Чопел
Пема Чопел (англ. Pema Chophel, нар. 6 серпня 1981) — бутанський футболіст, що грав на позиції півзахисника, зокрема, за клуб «Їдзин», а також національну збірну Бутану.

## Клубна кар'єра
У дорослому футболі дебютував 2005 року виступами за команду клубу «Транспорт Юнайтед». 
2006 року перейшов до клубу «Їдзин», за який відіграв 6 сезонів. Завершив професійну кар'єру футболіста виступами за команду «Їдзин» у 2012 році.

## Виступи за збірну
2003 року дебютував в офіційних матчах у складі національної збірної Бутану. Протягом кар'єри у національній команді, яка тривала 7 років, провів у формі головної команди країни 14 матчів, забивши 1 гол.